# Bernard z Roquefort
Bernard z Roquefort – biskup Carcassonne w pierwszej ćwierci XIII wieku (zapewne 1207(1209?)–1231(?)). Pochodził z rodziny związanej z kataryzmem. W 1210, podczas oblężenia Termes (lipiec–listopad) starał się, bezskutecznie, doprowadzić do ugody pomiędzy wojskami Szymona z Montfort a obrońcami zamku, wśród których znajdowali się, oboje katarzy: matka Bernarda i jego brat – Guilhem z Roquefort, oskarżany o zabicie pod koniec 1209 nieuzbrojonej grupy cystersów z opactwa Eaunes